# Список умерших в 1934 году
В этой статье представлен список известных людей, умерших в 1934 году.
- См. также: Категория:Умершие в 1934 году

## Январь
- 8 января — Андрей Белый (наст. имя Борис Николаевич Бугаев) (53) — русский писатель, поэт, критик, стиховед; один из ведущих деятелей русского символизма.
- 28 января — Мушек Тер — советский государственный и партийный деятель.
- 30 января — Андрей Васенко (34) — военный пилот-аэронавт. Командир экипажа стратостата «Осоавиахим-1».
- 30 января — Илья Усыскин (23) — военный пилот-аэронавт. Командир экипажа стратостата «Осоавиахим-1».
- 30 января — Павел Федосеенко (36) — военный пилот-аэронавт. Командир экипажа стратостата «Осоавиахим-1».

## Февраль
- 7 февраля — Леон Заменгоф (58) — польский врач-отоларинголог и эсперантист, брат Л. Л. Заменгофа.
- 11 февраля — Николай Пальмов (61) — российский учёный, историк, профессор.
- 14 февраля — Александр Калейс (57) — генерал латвийской армии.
- 16 февраля — Эдуард Багрицкий (38) — советский поэт, переводчик и драматург.
- 17 февраля — Альберт I (король Бельгии) (58) — король бельгийцев.
- 19 февраля — Александр Штейнгарт — российский коммунистический деятель.
- 21 февраля — Аугусто Сандино (38) — никарагуанский политический деятель.
- 28 февраля — Сергей Ольденбург (70) — русский и советский востоковед.

## Март
- 1 марта — Чарлз Уэбстер Ледбитер (80) — член Теософского Общества, масон, один из основателей Либеральной католической церкви.
- 3 марта — Олесь Досвитный (42) — украинский писатель.
- 8 марта — Владимир Вагнер (84) — известный российский зоолог и зоопсихолог, психолог, доктор зоологии, профессор, основатель отечественной сравнительной психологии.
- 14 марта — Аким Дудник (42) — советский государственный и партийный деятель, народный комиссар земледелия Украинской ССР (1925-1926).
- 15 марта — Георг Вейсель (34) —австрийский химик.
- 20 марта — Эмма Вальдек-Пирмонтская (75) — королева-консорт Нидерландов, супруга короля Нидерландов и великого герцога Люксембургского Виллема III и мать королевы Нидерландов Вильгельмины.
- 30 марта — Арпад фон Деген (67) — венгерский ботаник и врач.
- 30 марта — Роналд Кроуфорд Мунро-Фергюсон (74) — британский государственный деятель, генерал-губернатор Австралии (1914-1920).

## Апрель
- 11 апреля — Джон Кольер (84) — британский живописец, один из представителей Братства прерафаэлитов.
- 17 апреля — Герман Хилбиг (73) — лифляндский и латвийский архитектор.
- 19 апреля — Моисей Джанашвили (79) — грузинский историк, филолог, педагог.
- 20 апреля — Платон (Рождественский) (68) — епископ Русско-Православной Греко-Кафолической Северо-Американской митрополии.
- 23 апреля — Александр Щербак — российский и советский врач-невропатолог, психотерапевт, физиотерапевт, профессор, заслуженный деятель науки СССР.
- 24 апреля — Леопольд Готтлиб — польский художник.
- 26 апреля — Артур Алберингс (57) — латвийский государственный и политический деятель, премьер-министр Латвии.
- 26 апреля — Константин Вагинов (35) — русский, советский писатель и поэт; туберкулёз.
- 26 апреля — Георгий Зиновьев (46) — советский военачальник.

## Май
- 1 мая — Александр Давиденко (35) — советский пролетарский композитор.
- 1 мая — Павел Сапега (73) — польский дворянин, первый председатель Польского Красного Креста в 1919 году.
- 4 мая — Алексей Ивановский (68) — русский антрополог.
- 10 мая — Вячеслав Менжинский (59) — советский партийный деятель, чекист, преемник Феликса Дзержинского во главе ОГПУ (1926—1934).
- 11 мая — Максим Пешков (36) — сын писателя Максима Горького (Алексея Максимовича Пешкова) и его первой жены Екатерины Пешковой (урождённая Волжина).
- 14 мая — Владимир Буш (46) — российский литературовед, этнограф, краевед, фольклорист, библиограф, доктор филологических наук, профессор.
- 16 мая — Аристарх Белопольский (79) — российский (советский) астроном и астрофизик.
- 17 мая — Алесь Сологуб (27) — белорусский поэт, представитель направления «тюремной лирики» в белорусской литературе.
- 23 мая — Бонни Паркер и Клайд Бэрроу (23 года и 25 лет соответственно) — известные американские грабители, действовавшие во времена Великой депрессии; убиты.

## Июнь
- 4 июня — Мелетий (Картушин) — епископ Древлеправославной Церкви Христовой старообрядцев, приемлющих белокриницкую иерархию.
- 6 июня — Бронислав Эпимах-Шипило (74) — белорусский литературовед, фольклорист, педагог, издатель. Профессор Императорской римско-католической духовной академии в Петербурге.
- 10 июня — Александр Ященко (57) — русский юрист, правовед.
- 15 июня — Бронислав Перацкий (39) — польский политический деятель, легионер, полковник Войска Польского.
- 11 июня — Лев Выготский (37) — советский психолог, основатель культурно-исторической школы в психологии.
- 14 июня — Трифон (Туркестанов) (72) — епископ Православной Российской Церкви; с 1931 года митрополит.
- 29 июня — Эдуард Пекарский (65) — польский ссыльный в Сибири, лингвист, этнограф, фольклорист; член-корреспондент и почётный член АН СССР.
- 30 июня
- Убитые в Ночь длинных ножей:
  - Эдмунд Хайнес (36) — обергруппенфюрер СА (Sturmabteilung); застрелен вместе со своим шофёром.
  - Грегор Штрассер (42) — один из основателей и лидеров НСДАП.
  - Фердинанд фон Бредов (50) — немецкий генерал, был главой абвера, а также исполнял обязанности министра обороны в кабинете Курта фон Шлейхера.
  - Курт фон Шлейхер (52) — рейхсканцлер Германии с декабря 1932 по январь 1933 года, предшественник Гитлера на этом посту.
  - Петер фон Хайдебрек (44) — группенфюрер СА (1933).
  - Август Шнайдхубер (47) — деятель Третьего рейха, обергруппенфюрер СА (1934).
  - Ганс Иоахим Эрвин фон Шпрети-Вайльбах (25) — граф, личный адъютант Эрнста Рёма, штандартенфюрер СА (1 марта 1934).
  - Вильгельм Шмидт (45) — один из основателей СА, группенфюрер (1933).

## Июль
- 1 или 2 июля — Эрнст Рём (46) — один из лидеров национал-социалистов Германии и руководитель СА; убит.
- 4 июля — Мария Склодовская-Кюри (66) — известный физик и химик польского происхождения, дважды лауреат Нобелевской премии: по физике (1903) и химии (1911).
- 4 июля — Менахем Мендель Бейлис (59 или 60) — еврей, обвинявшийся в ритуальном убийстве 12-летнего мальчика Андрея Ющинского и оправданный судом присяжных; убийство и последовавший за ним судебный процесс имели широкий общественный резонанс.
- 4 июля — Хаим Бялик (61) — еврейский поэт и прозаик, классик современной поэзии на иврите и автор поэзии на идише.
- 6 июля — Нестор Махно (45) — анархо-коммунист,предводитель отрядов крестьян-повстанцев, действовавших на южном театре Гражданской войны.
- 7 июля — Менахем Бейлис — еврей, обвинённый в ритуальном убийстве киевского мальчика Андрея Ющинского.
- 14 июля — Яков Балглей (43 — французский художник Парижской школы и гравёр, выходец из Белоруссии.
- 14 июля — Валериан Довгалевский (48) — советский государственный и партийный деятель, народный комиссар почт и телеграфов РСФСР (1921-1923).
- 21 июля — Джулиан Готорн (88) — американский писатель и публицист, сын писателя Натаниэла Готорна.
- 22 июля — Джон Диллинджер (31) — американский преступник первой половины 30-х годов, враг общества номер 1 по классификации ФБР; убит.
- 25 июля — Энгельберт Дольфус (41) — австрийский политический деятель, лидер Христианско-Социальной Партии, канцлер Австрии в 1932—1934; убит путчистами.
- 26 июля — Уинзор Маккей (66) — американский карикатурист и аниматор.

## Август
- 2 августа — Пауль фон Гинденбург (86) — немецкий военачальник и политик, Рейхспрезидент Германии (1925—1934).
- 3 августа — Владимир Дуров (71) — знаменитый дрессировщик и цирковой артист, заслуженный артист РСФСР (1927).
- 14 августа — Пётр Чардынин (61) — знаменитый русский актёр и кинорежиссёр эпохи немого кино.
- 24 августа — Александр Ельчанинов (53) — священник Русской православной церкви, литератор.
- 25 августа:
  - Абдулла Авлони (60) — узбекский писатель;
  - Дункан Маккензи (73), шотландский археолог.
- 28 августа — Эджуорт Дэвид (76) — австралийский геолог и исследователь Антарктики валлийского происхождения.
- 30 августа — Михаил Удовиченко — русский офицер, герой Первой мировой войны. Последний офицер, награждённый орденом Святого Георгия 3-й степени.

## Сентябрь
- 5 сентября — Сидни Майер (56) — известный австралийский бизнесмен.
- 8 сентября — Леон Бланк — театральный актёр и режиссёр.
- 8 сентября — Ромас Стрюпас (48) — литовский писатель.
- 9 сентября — Юозас Науялис (75) — литовский композитор и органист.
- 12 сентября — Екатерина Брешко-Брешковская (90) — деятель русского революционного движения.
- 13 сентября — Дмитрий Бекарюков (73) — советский деятель школьной гигиены, Герой Труда.
- 30 сентября — Митрофан Довнар-Запольский (67) — белорусский историк, этнограф, фольклорист, экономист, основоположник белорусской национальной историографии.

## Октябрь
- 4 октября — Марья Заньковецкая (80) — советская украинская актриса, народная артистка УССР.
- 9 октября — Александр I Карагеоргиевич (45) — 2-й Король сербов, хорватов и словенцев с 17 июля 1921, 1-й король Югославии с 1929; убит.
- 9 октября — Луи Барту (72) — французский политик и государственный деятель периода Третьей республики; убит.
- 10 октября — Осип Басов (42) — советский актёр, заслуженный артист РСФСР.
- 10 октября — Владо Черноземский (36) — болгарский революционер, террорист Внутренней македонской революционной организации; умер от ранений, полученных во время покушения на короля Югославии Александра I и Луи Барту.
- 12 октября — Иоанн (Поммер) (58) — епископ Православной Российской Церкви.
- 14 октября — Николай Лернер (47) — русский советский литературовед.
- 14 октября — Леонид Собинов (62) — выдающийся русский оперный певец (лирический тенор), народный артист РСФСР, крупнейший представитель русской классической вокальной школы.
- 15 октября — Раймон Пуанкаре (74) — французский государственный деятель, президент Франции (Третья республика, 1913—1920).
- 15 октября — Самуэль Фишер (74) — немецкий издатель еврейского происхождения, основатель издательства «Фишер».
- 18 октября — Александр Волконский — русский военный дипломат, публицист, с 1930 года католический священник византийского обряда, принадлежавший к Русскому апостолату.
- 25 октября — Илларион Певцов (54) — русский и советский актёр, театральный педагог, Народный артист РСФСР.
- 27 октября — Борис Жерве — российский военный теоретик и историк.

## Ноябрь
- 1 ноября — Янис Рубертс (60) — известный латвийский и российский офтальмолог, исследователь патологии глаза.
- 2 ноября — Владимир Ковалевский (85) — российский государственный деятель, учёный и предприниматель.
- 2 ноября — Эдмон Ротшильд (89) — французский филантроп, организатор и покровитель еврейского поселенческого движения в Палестине в конце XIX — начале XX веков.
- 6 ноября — Иегуда-Цви Левин (31) — еврейский детский писатель, педагог.
- 8 ноября — Алимардан-бек Топчибашев (72) — азербайджанский юрист, журналист, общественный деятель, политик.
- 9 ноября — Арвид Зейбот (40) — советский военный и хозяйственный деятель.
- 16 ноября — Георгий Тодоров — болгарский военачальник, генерал-лейтенант.
- 17 ноября — Иосиф Кулишер (56) — российский экономист. Доктор экономики, профессор Петроградского университета.
- 22 ноября — Иван Зайцев (55) — оренбургский казак.
- 23 ноября — Иван Сытин (83) — российский предприниматель, книгоиздатель, просветитель.
- 24 ноября — Михаил Грушевский (68) — известный украинский историк, общественный и политический деятель Украины.

## Декабрь
- 1 декабря — Сергей Киров (48) — советский государственный и политический деятель, с 1926 первый секретарь Ленинградского областного комитета ВКП(б); убит.
- 4 декабря — Гораций Лэмб (85) — английский математик и гидродинамик.
- 6 декабря — Амре Кашаубаев (46) — казахский советский певец (драматический тенор), актёр, музыкант.
- 6 декабря — Семен Розенбаум (75) — присяжный поверенный.
- 9 декабря — Митрофан (Поликарпов) (63) — епископ Русской православной церкви, епископ Бакинсий и Прикаспийский.
- 10 декабря — Джеймс О’Грэйди (68) — британский профсоюзный и политический деятель, член Лейбористской партии. Первый губернатор колонии, назначенный из состава Лейбористской партии.
- 17 декабря — Дмитрий Фальковский (36) — полесский поэт, переводчик, писавший на украинском языке.
- 19 декабря — Принц Рандиан (60) — также известный под псевдонимами «Человек-змея», «Живой торс», «Человек-гусеница» и другими, — американский актёр с врождённым синдромом тетраамелии.
- 19 декабря — Джон Уорд (68) — английский профсоюзный, политический и военный деятель.
- 20 декабря — Николай Марр (69) — русский и советский востоковед и кавказовед, филолог, историк, этнограф и археолог, академик Императорской академии наук.
- 27 декабря — Сергей Реформатский (74) — русский советский химик-орга́ник.
- 28 декабря — Лоуэлл Шерман (46 или 49) — американский актёр и режиссёр; пневмония.
- 29 декабря — Леонид Николаев (30) — инструктор историко-партийной комиссии Института истории ВКП(б) (Ленинград), убийца Сергея Кирова; расстрелян.
- 30 декабря — Пэтти Дикин (71) — австралийский филантроп и политик.
- 31 декабря — Джафар Джаббарлы (35) — азербайджанский драматург, поэт, театральный постановщик и сценарист.